# ITU-R
ITU-R steht für International Telecommunication Union, Radiocommunication Sector (Übersetzung: Internationale Fernmeldeunion – Funkkommunikation) und ist einer von drei Sektoren der Internationalen Fernmeldeunion (ITU) mit Zuständigkeit für internationale Angelegenheit auf dem Gebiet Funkkommunikation. Die Vorläuferorganisation war bis 1992 der Internationale Beratende Ausschuss für Funkdienst (fr: Comité Consultatif International des Radiocommunications CCIR).

## Auftrag
Der Sektor ITU-R ist beauftragt, über die technischen und betrieblichen Fragen, die speziell Funkkommunikation betreffen, Studien durchzuführen und Empfehlungen zu erlassen, ohne Beschränkungen hinsichtlich der Frequenzbereiche. In der Regel werden bei diesen Studien wirtschaftliche Fragen nicht berücksichtigt, jedoch kann in den Fällen, in denen die Studien Vergleiche zwischen mehreren technischen Lösungen voraussetzen, den wirtschaftlichen Faktoren ebenfalls Rechnung getragen werden.
Dabei umfasst die Zuständigkeit dieses Sektors die Bereiche Weltraumfunkdienste, terrestrische Funkdienste und Vollzugsordnung für den Funkdienst (VO-Funk), einschließlich der zugehörigen Studiengruppen.

## Weltraumfunkdienste
Der Bereiche Weltraumfunkdienste umfasst die internationale Koordinierung (Koordinierung der Orbit-Position der Weltraumfunkstelle und Frequenzkoordinierung), Abstimmung und Nachweisführung für Weltraumfunksysteme und Erdfunkstellen. Dazu gehören auch ingenieurtechnischen Untersuchungen und Bewertungen von Frequenzzuteilungen der Frequenzverwaltungen (von ITU Mitgliedsländern) sowie die Bearbeitung von Anträgen, zur Aufnahme von Frequenzzuteilungen in das Internationale Frequenz-Hauptregister (englisch – Master International Frequency Register (MIFR)).

## Terrestrische Funkdienste
Dieser Bereiche umfasst die internationale Koordinierung, Abstimmung und Nachweisführung für terrestrische Funksysteme. Dazu gehören auch ingenieurtechnischen Untersuchung und Bewertung von Frequenzzuteilungen der Frequenzverwaltungen (von ITU Mitgliedsländern), die Bearbeitung von Anträgen zur Aufnahme von Frequenzzuteilungen in das MIFR sowie die betreffenden Frequenzverteilungspläne (en: frequency allotment plans) oder Kanalverteilungspläne.
Der Bereich verfügt auch Verwaltungsvorschriften hinsichtlich der Zuweisungen von internationalen Mitteln zur Identifikation (Rufzeichenserien, MIDs) und für sicherheitsrelevante (en: safety of life) Anwendungen. Dazu gehört auch der fachbezogene Publikationsservice mit den zugehörigen Online-Diensten.

## VO Funk
Die VO Funk (en: Radio Regulations [RR]) beinhaltet (jeweils in der gültigen Fassung) die Entscheidungen der Weltfunkkonferenzen, einschließlich der Anhänge, Resolutionen, Empfehlungen und ITU-R Empfehlungen, auf die mit Bezug verwiesen wird.
Die ITUR-R Geschäftsordnung wurde vom Radio Regulations Board (RRB) gebilligt, welche Bestandteil der VO Funk ist. Sie schafft Rechtssicherheit bezüglich der Anwendung spezieller Regularien und lässt Ermessensspielraum, sofern keine im Einzelfall praktikable Lösung vorgesehen ist.

## ITU-R Studiengruppen
Weltweit mehr als 5.000 Experten, von Telekom-Organisationen, Organisationen Informations- und Kommunikationstechnik (IKT) und Frequenzverwaltungen beteiligen sich in Studiengruppen für Funkkommunikation (en: Radiocommunication Study Groups). Zu ihrem Aufgabenfeld gehören die fachlich fundierte Vorbereitung von Weltfunkkonferenzen, Erarbeitung von ITU-R Empfehlungen (Standards für Funkkommunikation) und Gutachten sowie die Publikation von Handbüchern für Funkkommunikation (en: radiocommunication Handbooks). Der ITU-R Sektor hat verschiedene Studiengruppen (SG) mit den zugehörigen Arbeitsgruppen (AG), die nachstehend beispielhaft dargestellt sind.
Diese behandeln auch spezifischer Funkanwendungen wie beispielsweise International Mobile Telecommunications (IMT) und Wireless access (drahtlose Anbindung / drahtloser Zugang) im Bereich Fester Funkdienst, Amateurfunkdienst und Amateurfunkdienst über Satelliten.
| Studiengruppen        | Studiengruppen | Studiengruppen | Studiengruppen | Studiengruppen |
| SG/AG                 | SG/AG | Deutsch | ITU-Sprache Englisch |                |
| --------------------- | --- | --- | --- | -------------- |
| SG 1                  | SG 1 | (Funkfrequenz)-Spektrum Management | Spectrum management |                |
|                       | 1A | Ingenieurtechnische Spektrum Management-Verfahren | Spectrum engineering techniques |                |
| 1B                    | Methodik Spektrum Management und Einsparstrategieen | Spectrum management methodologies and economic strategies | |                |
| 1C                    | Funküberwachung | Spectrum monitoring | |                |
| ITU-R Handbücher SG01 | ITU-R Handbücher SG01 | - Spectrum Management - Computer-aided Techniques for Spectrum Management (CAT) - Supplement to Handbook on Spectrum Monitoring - National Spectrum Monitoring                             | |                |
| SG 2                  | SG 2 | Derzeit nicht belegt | |                |
| SG 3                  | SG 3 | Ausbreitung von Funkwellen | Radiowave propagation |                |
|                       | 3J | Grundlagen der (Funkwellen-)Ausbreitung | Propagation fundamentals |                |
| 3K                    | Punkt zu Punkt Ausbreitung | Point-to-area propagation | |                |
| 3L                    | Ionosphäre-Ausbreitung und Funkrauschen | Ionospheric propagation and radio noise | |                |
| 3M                    | Ausbreitung Punkt zu Punkt und Richtung Erde-Weltraum | Point-to-point and Earth-space propagation | |                |
| SG 4                  | SG 4 | Funkdienste über Satelliten | Satellite services |                |
|                       | 4A | Effiziente Nutzung Orbit/Spektrum für festen Funkdienst über Satelliten und Rundfunkdienst über Satelliten                                                                                 | Efficient orbit/spectrum utilization for the FSS and BSS |                |
| 4B                    | Systeme, Luftschnittstellen, Ausführung und Verfügbarkeitskriterien für festen Funkdienst über Satelliten, Rundfunkdienst über Satelliten und mobilen Funkdienst über Satelliten, einschließlich IP-basierter Anwendungen und des Einholens von Nachrichten über Satelliten | Systems, air interfaces, performance and availability objectives for the FSS, BSS and MSS, including IP-based applications and satellite news gathering (SNG)                              | |                |
| 4C                    | Effiziente Nutzung Orbit/Spektrum für mobilen Funkdienst über Satelliten und Ortungsfunkdienst über Satelliten | Efficient orbit/spectrum utilization for the MSS and the RDSS | |                |
| SG 5                  | SG 5 | Terrestrische Funkdienste | Terrestrial services |                |
|                       | 5A | Mobiler Landfunkdienst oberhalb 30 MHz (ausgenommen IMT-Systeme) | Land mobile service above 30 MHz (excluding International Mobile Telecommunications (IMT)); wireless access in the fixed service; amateur and amateur-satellite services |                |
| 5B                    | Mobiler Seefunkdienst über Satelliten einschließlich der weltweite Seenot Such- und Rettungsdienst; der mobile Flugfunkdienst und der Ortungsfunkdienst | Maritime mobile service including the Global Maritime Distress and Safety System (GMDSS); the aeronautical mobile service and the radiodetermination service                               | |                |
| 5C                    | Feste drahtlose Systeme: KW-Systeme unterhalb 30 MHz den festen Funkdienst und mobilen Landfunkdienst | Fixed wireless systems: HF and other systems below 30 MHz in the fixed and land mobile services                                                                                            | |                |
| 5D                    | IMT-Systeme | IMT systems (International Mobile Telecommunications) | |                |
| SG 6                  | SG 6 | Rundfunkdienst | Broadcasting service |                |
|                       | 6A | Terrestrische Rundfunkversorgung | Terrestrial broadcasting delivery |                |
| 6B                    | Rundfunk (Funk-)Dienst Aufbau und Zugang | Broadcast service assembly and access | |                |
| 6C                    | Programm, Herstellung und Bewertung der Qualität | Programme production and quality assessment | |                |
| SG 7                  | SG 7 | Wissenschaft(liche) Funkdienste | Science services |                |
|                       | 7A | Zeitzeichen- und Normalfrequenz-Standard-Aussendungen: Systeme und Anwendungen (terrestrisch und über Satellit) zur Verbreitung von Standards für Zeitzeichen- und Normalfrequenz-Signalen | Time signals and frequency standard emissions: Systems and applications (terrestrial and satellite) for dissemination of standard time and frequency signals             |                |
| 7B                    | (Funk-)Anwendungen Weltraumfunkdienste: Sende/Empfangssysteme für Fernsteuerbefehlsdaten und Telemetrie-Daten | Space radiocommunication applications: Systems for transmission/reception of telecommanded and tele-metry data                                                                             | |                |
| 7C                    | Fernmesssysteme: für Weltraumfernwirkung und Weltraumforschung | Remote sensing systems: for space operation and for space research | |                |
| 7D                    | Radioastronomie: Anwendungen und System zur Gewinnung von Messwerten für die Erderkundung Metrologie und Planetare Abtastung | Radio astronomy: remote sensing systems and applications for Earth exploration meteorology and planetary sensing                                                                           | |                |

## Geschichtliche Entwicklung
Der Internationale Beratende Ausschuss für den Funkdienst (kurz: CCIR) – Comité consultatif international pour la radio, Consultative Committee on International Radio oder auch International Radio Consultative Committee – wurde im Jahre 1927 gegründet.
Im Jahre 1932 wurden das CCIR mit weiteren Organisationen vereinigt, wie beispielsweise der originären ITU, welche im Jahre 1865 unter der Bezeichnung International Telegraphen Union gegründet wurde. Ab dem Jahre 1934 bekam die neue Organisation die bis heute gültige Bezeichnung International Telecommunication Union unter Beibehaltung der Kurzbezeichnung ITU. Im Jahre 1992 wurde das CCIR dann in ITU-R umbenannt.
Heute verfügt der ITU-R Sektor über ein ständiges Sekretariat – das Büro für Funkkommunikation (en: Radiocommunication Bureau) – im ITU-Hauptquartier zu Genf in der Schweiz. Derzeitiger Direktor des Büros ist seit 2019 Mario Maniewicz.